# Tường Vi (diễn viên)
Đinh Thụy Tường Vi (sinh ngày 23 tháng 2 năm 1989), thường được biết đến với nghệ danh Tường Vi, là một nữ diễn viên kiêm người dẫn chương trình truyền hình người Việt Nam. Cô nổi tiếng qua các vai diễn trong các bộ phim truyền hình gồm Bỗng dưng muốn khóc, Tóc rối, Cá Rô, em yêu anh!, Về quê cưới vợ, Túm cổ đại gia, Kẻ thù giấu mặt và Cô Thắm về làng.

## Tiểu sử và sự nghiệp
Vi sinh ra và lớn lên trong gia đình Công giáo tại Thành phố Hồ Chí Minh. Năm 16 tuổi, Vi được mời chụp ảnh cho báo. Sau đó, Vi bước vào con đường nghệ thuật với vai trò là người mẫu ảnh trên các tờ báo tuổi teen như Mực Tím, Hoa Học Trò và từng là thí sinh cuộc thi "Ngôi sao thời trang 2008" cùng với các thí sinh sau này là những nghệ sĩ nổi tiếng là Noo Phước Thịnh, Jun Phạm và Sam (đoạt giải).
Tiếp đến, Vi tham gia vai diễn trong phim truyền hình Bỗng dưng muốn khóc của đạo diễn Vũ Ngọc Đãng đã để lại ấn tượng với khán giả qua hình tượng nhân vật Loan đanh đá và đáng ghét. Từ đây, Tường Vi chính thức trở thành diễn viên thực thụ. Vi để lại ấn tượng với khán giả qua hàng loạt bộ phim như Tóc rối, Cá Rô, em yêu anh! và Kẻ thù giấu mặt. Vi là diễn viên trẻ hoàn toàn "miễn nhiễm với scandal".

## Đề cử và giải thưởng
1. 2011: Đề cử giải Mai Vàng cho hạng mục Nữ diễn viên được yêu thích nhất[5]
2. Top 3 Nữ diễn viên được yêu thích nhất HTV Awards 2014[6]
3. Nữ diễn viên được yêu thích nhất (Giải thưởng NSX 2020)

## Danh sách phim
| Năm  | Tựa phim                         | Vai diễn                   | Đạo diễn                           | Kênh  | Ghi chú               |
| ---- | -------------------------------- | -------------------------- | ---------------------------------- | ----- | --------------------- |
| 2006 | Hướng nghiệp 2                   | Vượng                      | Châu Huế                           | HTV7  |                       |
| 2007 | Ngõ Vắng                         | Châu                       |                                    |       |                       |
| 2008 | Bỗng dưng muốn khóc              | Loan                       |                                    | VTV1  |                       |
| 2008 | Mây trắng ngang trời             | Bảo Châu                   | Trần Quang Đại                     | HTV7  |                       |
| 2009 | Giải cứu thần chết               | Xuân Điệu                  | Nguyễn Quang Dũng                  |       | Phim điện ảnh đầu tay |
| 2009 | Có lẽ nào ta yêu nhau            | Thảo                       |                                    | VTV1  |                       |
| 2009 | Dòng sông định mệnh              | Ánh                        |                                    | HTV9  |                       |
| 2009 | Dù gió có thổi                   | Thu Trang                  |                                    |       |                       |
| 2009 | Ngôi nhà hạnh phúc               | Kiều Nhi                   |                                    |       |                       |
| 2010 | Cá Rô, em yêu anh!               | Phù Sa                     | Nguyễn Phương Điền                 | HTV9  |                       |
| 2011 | Về quê cưới vợ                   | Út Vân                     |                                    |       |                       |
| 2011 | Tóc rối                          | Kim Quân                   |                                    |       |                       |
| 2011 | Mua láng giềng gần               | Ngọc                       | Lê Quang Hưng                      |       |                       |
| 2011 | Đánh thức ước mơ                 | Minh Hiền                  | Văn Công Viễn                      | HTV9  |                       |
| 2011 | Những cơn mưa tình yêu           | Thùy Dương                 | Nguyễn Phương Điền                 |       |                       |
| 2011 | Người đẹp lỡ thì / Chào tình yêu | Ngọc Nga                   |                                    |       |                       |
| 2012 | Lệ phí tình yêu                  | Mạnh                       | Nguyễn Minh Chung                  |       |                       |
| 2012 | Cô gái kiêu kỳ                   | Trân Châu                  | Trương Dũng                        | VTV9  |                       |
| 2012 | Khi yêu đừng nói chia tay        | Phương Nghi                | Trương Dũng                        | VTV9  |                       |
| 2012 | Sỏi đá cũng biết yêu             | Tử Duyên                   | Trần Hà Sơn                        |       |                       |
| 2013 | Cha và con gái                   | Thiên Ân                   | Võ Thạch Thảo                      |       |                       |
| 2013 | Đến từ giấc mơ                   | Thảo Ly                    |                                    |       |                       |
| 2013 | Chạy trốn tình yêu               | Quỳnh Mai                  | Nguyễn Mạnh Hà                     |       |                       |
| 2013 | Túm cổ đại gia                   | Diệp                       | Nguyễn Quang Minh                  |       |                       |
| 2013 | Bếp của mẹ 2                     | Kim Chi                    |                                    |       |                       |
| 2014 | Gỡ rối tơ lòng                   | Thư                        | Xuân Cường                         |       |                       |
| 2014 | Phận đàn bà                      | Tằm                        | Đinh Đức Liêm                      |       |                       |
| 2015 | Chuyện nhà mình                  | Tường Vi                   | Trần Dũng                          |       |                       |
| 2015 | Đam mê nghiệt ngã                | Lưu Ly                     | Nguyễn Minh Chung                  | VTV3  |                       |
| 2015 | Nợ ân tình                       | Thiên Kim                  |                                    |       |                       |
| 2015 | Kẻ thù giấu mặt                  | Phương Khanh               | Nguyễn Phương Điền                 |       |                       |
| 2016 | Osin nổi loạn                    | Tơ & Mệ Cố                 | Lê Ngọc Linh                       |       |                       |
| 2016 | Cô Thắm về làng                  | Thắm                       | Lê Hướng Nam                       |       |                       |
| 2016 | Nguyệt thực                      | Thủy                       | Nguyễn Trọng Hải                   |       |                       |
| 2016 | Khi đàn ông là số 0              | Hoàng Phương               | Lý Khắc Lynh                       |       |                       |
| 2017 | Cô Thắm về làng 2                | Thắm                       | Nguyễn Hoàng Anh                   | HTV2  |                       |
| 2017 | Đuổi theo bóng mình              | Mỹ Lựu                     | Nam Yên                            |       |                       |
| 2018 | Cô Thắm về làng 3                | Thắm                       | Nguyễn Hoàng Anh & Lương Trung Tín | HTV2  |                       |
| 2018 | Mộng phù hoa                     | Tư Lan                     |                                    |       |                       |
| 2018 | Tháng năm rực rỡ                 | Thuỳ Linh lúc trưởng thành | Nguyễn Quang Dũng                  |       | Phim điện ảnh thứ hai |
| 2019 | Cô Thắm về làng 4                | Thắm                       | Võ Thạch Thảo                      |       |                       |
| 2020 | Làm rể Mười Xuân                 | Thanh Đào                  | Nhật Tân                           |       |                       |
| 2020 | Gạo nếp gạo tẻ 2                 | Bảo Anh                    | Nguyễn Hoàng Anh                   | HTV2  |                       |
| 2020 | Bánh mì ông Màu                  | Thanh Hà                   | Nguyễn Quang Minh                  |       |                       |
| 2020 | Vương miện xương rồng            | Bảo Hân                    | Nguyễn Thành Nam                   |       |                       |
| 2020 | Cưới Ai Ai Cưới                  | Bảo Anh                    | Thanh Bình                         |       |                       |
| 2021 | Cô Vi ơi là cô vi                | Kim Chi                    |                                    |       |                       |
| 2022 | Công thức hạnh phúc              | Châu                       | Dương Ngọc Của                     |       |                       |
| 2022 | Tiệm Sà Bì Chườn                 |                            | Mc Lương                           |       |                       |
| 2022 | Oan gia đại chiến 2              | Ngọc Giàu                  |                                    |       |                       |
| 2023 | Nữ chủ                           | Bảo Ngọc                   | Nguyễn Hoàng Anh                   | Vieon |                       |
| 2023 | Bà chủ vắng nhà                  | Mơ                         | Nguyễn Lê Minh                     |       |                       |
| 2023 | Hoa hồng cho sớm mai             | Hằng                       | Võ Việt Hùng                       | THVL1 |                       |
| 2023 | Sóng gió hào môn                 | Xuân                       | Quốc Thuận                         | HTV7  |                       |
| 2024 | Ván cờ danh vọng                 | Bảo Vy                     | Nguyễn Quang Minh                  | VTV9  |                       |
| 2024 | Tình yêu bất tử                  | Vân Anh                    | Trương Dũng                        | THVL1 |                       |
| 2025 | Yêu lần nữa                      | Phương Linh                | Nguyễn Dương                       | THVL1 |                       |
| TBA  | Tình thâm đối đầu                |                            | Nguyễn Quang Minh                  |       |                       |

## MV ca nhạc
- Lời chưa nói - Trịnh Thăng Bình
- Sài Gòn trong tôi - V.Music
- Quá muộn để quay trở lại - Phan Đình Tùng

## Quảng cáo
- Mì Gấu Đỏ (2007)
- Minute Maid Teppy (2011)

## MC
- Chào bé yêu
- Hội ngộ danh hài
- Nhịp sống gia đình
- Nhỏ to tâm sự
- Về trường
- Ước mơ của em
- Chuyện showbiz
- Hương Vị Tình Yêu (tựa gốc Gouchisousan)[7]
- Confetti Vietnam
- Biệt đội thông thái
- Thử thách bất ngờ
- Đấu trường âm nhạc mùa 3

## Gameshow
- Chung sức
- Đọ sức âm nhạc
- Nhanh như chớp
- Ngạc nhiên chưa
- Ai thông minh hơn học sinh lớp 5
- My man can – Đàn ông phải thế
- Ơn giời cậu đây rồi
- Ai chẳng thích đùa
- Một trăm triệu một phút
- Siêu bất ngờ
- Nhà cười
- Gà đẻ trứng vàng
- 9 người 10 ý
- Bản lĩnh nhóc tỳ
- Giọng ải giọng ai
- Giọng ca bí ẩn
- Ca sĩ bí ẩn
- Truy tìm cao thủ
- Sao hay chữ
- Bản lĩnh ngôi sao
- Đấu trường âm nhạc (THVL1) (thủ lĩnh (mùa 2, 4), MC (với Lê Dương Bảo Lâm) (mùa 3))
- Đấu trường âm nhạc nhí (THVL1) (thủ lĩnh) (mù 2, 4)
- Úm ba la ra chữ gì
- Kỳ tài thách đấu
- Thứ 5 vui nhộn
- Đại chiến âm nhạc
- Thiên đường ẩm thực mùa VI
- Bếp Vui Bùng Vị
- Siêu bất ngờ
- Vượt thành chiến mùa 2
- Bí kíp vàng
- Chơi phải thắng
- Khuôn mặt đáng tin
- Biệt đội thông thái (HTV9) (MC) (với Trần Anh Huy)
- Căn bếp vui nhộn
- Bữa ngon nhớ đời

## Kịch sân khấu
- Hương tình
- Miu nữ hí miu gia
- Tía ơi má dìa!
- Lẩu Trăn – 2016
- Bảo Tàng Quái Vật: vai Cô Giáo (thế vai cho Lê Khánh) – 2016
- Và nhiều vở kịch khác